# Bryconops imitator
Bryconops imitator és una espècie de peix de la família dels caràcids i de l'ordre dels caraciformes.

## Morfologia
- Els mascles poden assolir 7,6 cm de llargària total.
- Nombre de vèrtebres: 40-42.[4]

## Hàbitat
Viu en zones de clima tropical.

## Distribució geogràfica
Es troba a Sud-amèrica: conca del riu Caura a Veneçuela.